# Marc Barvais
Marc Barvais (Ukkel, 8 december 1952) is een Belgisch politicus voor de PS.

## Levensloop
Barvais behaalde in 1977 aan de ULB het diploma van doctor in de geneeskunde, alsook een licentie in de bestuurskunde aan de hogeschool HEC. Hij vestigde zich als huisarts in Bergen. Ook was hij van 1978 tot 2002 consultatiearts voor het Office de la Naissance et de l'Enfance in Jemappes, van 1978 tot 1982 schoolarts in Pâturages en van 1990 tot 2001 verantwoordelijk arts voor de materniteit Espoir in Cuesmes. Ook trad hij op als stagemeester voor de opleiding huisartsgeneeskunde aan de ULB.
Sinds oktober 1994 is hij voor de PS gemeenteraadslid van Bergen. Van 2001 tot 2011 was hij er voorzitter van het OCMW en van 2006 tot 2011 was hij er schepen van Sociale Zaken. Van december 2011 tot aan de gemeenteraadsverkiezingen van 2012 was hij waarnemend burgemeester van de stad, omdat Elio Di Rupo als premier zijn functies als burgemeester van Bergen niet mocht uitoefenen. Van 2012 tot 2018 was hij opnieuw schepen van Sociale Zaken en OCMW-voorzitter van Bergen. Vanaf maart 2016 was Barvais als schepen tevens bevoegd voor Financiën. Voorts was hij van 2013 tot 2018 voorzitter van IDEA, de intercommunale voor economische en ruimtelijke ontwikkeling in de streek van Bergen. 
Daarnaast was hij van 2004 tot 2009 lid van het Waals Parlement en van het Parlement van de Franse Gemeenschap ter vervanging van minister Didier Donfut. Hij hield zich als parlementslid vooral bezig met sociale zaken.